# براندان كامينز
براندان كامينز (بالإنجليزية: Brendan Cummins)‏ هو لاعب كرة القدم الغالية أيرلندي، ولد في 11 مايو 1975 في Ardfinnan ‏ في جمهورية أيرلندا.